# Быков, Николай Петрович (Герой Советского Союза)
Никола́й Петро́вич Бы́ков (1920—1945) — старший лейтенант Советской Армии, участник Великой Отечественной войны, Герой Советского Союза (1944).

## Биография
Николай Быков родился в 1920 году в деревне Савёлово (ныне — Фировский район Тверской области) в крестьянской семье. Окончил неполную среднюю школу. В 1936 году переехал в Ленинград, где был рабочим на судостроительном заводе. В 1940 году Быков поступил на учёбу в военное авиационное училище. В 1943 году он вступил в ВКП(б).

## Великая Отечественная война
С апреля того же года — на фронтах Великой Отечественной войны. Участвовал в боях на 3-м Украинском фронте, дважды был ранен. Принимал участие в боях под Белгородом, освобождении Донбасса, Запорожья, битве за Днепр. Производил разведку и штурмовку объектов противника, в том числе в сложных метеорологических условиях. К марту 1944 года старший лейтенант Николай Быков был заместителем командира эскадрильи 237-го штурмового авиаполка 305-й штурмовой авиадивизии 9-го смешанного авиакорпуса 17-й воздушной армии 3-го Украинского фронта.
К 1 марта 1944 года Быков совершил 89 боевых вылетов, принял участие в 13 воздушных боях с немецкими истребителями, лично уничтожил 87 автомашин с грузами и живой силой, 19 танков, 12 дзотов, 23 железнодорожных вагона, 21 артиллерийское орудие, 2 бомбардировщика на аэродроме и большое количество другой техники. Ни один из боевых вылетов Быкова не был безрезультатным.
Указом Президиума Верховного Совета СССР от 1 июля 1944 года за «образцовое выполнение боевых заданий командования по уничтожению живой силы и техники противника и проявленные при этом мужество и героизм» старший лейтенант Николай Быков был удостоен высокого звания Героя Советского Союза с вручением ордена Ленина и медали «Золотая Звезда» за номером 3963.
Во время воздушного боя в Прибалтике Быков получил тяжёлое ранение, от которого умер 3 января 1945 года. Похоронен в братской могиле в латышском городе Елгава.

## Награды
Был также награждён двумя орденами Красного Знамени, орденами Отечественной войны 1-й степени и Красной Звезды, а также рядом медалей.